# جامع البيضاء
جامع البيضاء هو مسجد يقع في فاس الجديد بمدينة فاس بالمغرب.

## تاريخ
يعود تاريخ بناء المسجد إلى ما بعد بناء مسجد الحمراء، ومن المحتمل أن يكون ذلك بعد الفترة المرينية. يعتقد بوريس ماسلو (مؤلف من القرن العشرين وثّق العديد من مساجد فاس) أن تصميم المبنى أظهر دلائل على أنه بدأ كمساحة داخلية صغيرة (بالقرب من المحراب اليوم)، وأنه تم توسيعه لاحقًا إلى هذا الحجم الحالي.

### التسمية
تتداول رواية تقول ببنائه من قبل امرأة بيضاء سمي باسمها. وقد اقترح الفرنسي روجيه لوتورنو (صاحب كتاب «فاس في عصر بني مرين») أن الاسم يُشير إما إلى مئذنة بيضاء أو سيدة بيضاء.

## العمارة والتصميم

### خارجيا
يقع مدخل المسجد على الشارع الرئيسي بفاس الجديد، ويبرز من المبنى الرئيسي على جانبه الغربي ولكنه محاط الآن بالمتاجر والمباني. تتضمن البوابة قوس حدوة الحصان محاط بزخارف جصية منحوتة ومغطاة بمظلة صغيرة متدلية من الخشب المنحوت، يعلوها بلاط السقف الأخضر. بجوار المدخل توجد نافورة عامة تاريخية تقع في الجدار الخارجي للمسجد ومزينة بالزليج. تقف مئذنة الجامع خلف المدخل والنافورة قليلاً.

### داخليا
يؤدي المدخل إلى صحن يحيط به رواق معمد. أرضية الفناء مغطاة بالزليج وفي وسطها نافورة مع حوض رخامي. على الجانب الجنوبي من الفناء، يتيح الرواق الوصول إلى قاعة الصلاة الرئيسية، التي تكون أقل عرضًا من معرض الفناء (ربما لأنها أقدم من بقية المبنى وتمت إضافة الفناء لتوسيعه). مساحة الصلاة هذه مقسومة أيضًا على صف من الأقواس غير المتساوية قليلاً. المحراب على نفس هيئة المحراب المغربي التقليدي ولكنه بسيط نسبيًا وغير مزخرف.
في الزاوية الواقعة بين قاعة الصلاة والفناء والمئذنة توجد غرفة الوضوء التي يمكن دخولها مباشرة من الشارع ولكن يمكن الوصول إليها أيضًا من خلال ممر من الفناء الرئيسي. تتمحور الغرفة حول حوض مائي مستطيل الشكل، وتحيط به سبع غرف أصغر تستخدم كمراحيض.

### المئذنة
تحتوي المئذنة على عمود مربع وشكل عام نموذجي للمآذن المغربية. يبلغ طول المحور الرئيسي 12.6 مترًا، ويبلغ عرض كل جانب منه 2.82 مترًا. يبلغ ارتفاع العمود الثانوي الصغير 3.25 مترًا، وتعلوه قبة. سطح المئذنة مغطى باللون الأبيض ومزخرف ببساطة نسبيًا بنقوش منحوتة من أنماط هندسية ومخططات حول النوافذ الضيقة.